# 熱壓力指數
熱壓力指數（Thermal Index）是指綜合溫度、濕度、風力等數據所計算出來的一項綜合指數，反映人在特定溫度下的舒適度。

## 分級及影響
熱壓力指數分有酷熱及寒冷兩類：
- 酷熱熱壓力指數：如果指數超過攝氏32度，每上升一度，死亡率會上升2倍以及加大中暑的機會。
- 寒冷熱壓力指數：如果指數低過攝氏14度，每下降一度，死亡率會上升2倍以及呼吸管道的疾病。

## 計算方法
香港天文台在2007年5月31日和世界各地的天文台、專家開始研究計算的方法。但國際天文聯會就將會此項由香港建議的指數會在2009年作出表決的決定，因此指數最快也要到2009年才可以公布使用。

## 資料來源
- 2007年5月30日，星島日報
- 2007年5月31日，無線電視明珠台晚間新聞